# Центр науки «Коперник»
Центр науки «Коперник» — музей науки на березі річки Вісли у Варшаві, Польща. Тут розміщені понад 450 інтерактивних експонатів, на яких відвідувачі самі проводять експерименти. Центр є найбільшою установою в галузі наукових експериментів у Польщі і одним з найбільш передових у Європі. Поруч з Центром науки розміщена однойменна станція метро, метро пов'язує Центр з іншими частинами міста.
25 вересня 2012 року Центр відзначив відвідини двохмільйонного відвідувача. Будівлю Центру було відкрито 5 листопада 2010 року. Вона мала п'ять галерей («Світ у русі» та «Людина й довкілля», «Корені цивілізації», «Зона світла», «Бззз!»). Експонат для підлітків — «RE: покоління» був відкритий 3 березня 2011, планетарій «Небо Коперника» — 19 червня, парк — 15 липня, хімічна лабораторія — 18 жовтня; біологічна лабораторія — 15 листопада, семінар робототехніки — 6 грудня, фізична лабораторія — 20 грудня.
З 2008 року Науковий центр Коперника разом з Польським радіо для проведення науково-популяризаторських заходів організував науковий пікнік, який став найбільшою в Європі акцією подібного типу. У 2011 році Центр приймав конференцію «ECSITE» (Європейська мережа наукових центрів і музеїв) — це було однією з найважливіших подій в галузі наукових центрів і музеїв у світі.

## Історія
- 2004 — президент Польщі Лех Качинський призначає Centre Team Science відповідальним за роботу над проектом Центру науки «Коперник».
- Червень 2005 — укладено угоду про створення Центру «Коперник».
- Грудень 2005 — на міжнародному архітектурному конкурсі з проектування будівлі Центру перемогу здобуває дизайнерський проект «RAr-2» архітектурної фірми з міста Руда-Шльонська.
- Червень 2006 — пересувна виставка під назвою «Експеримент!».
- Листопад 2006 — висновок тендерного контракту про розробку і реалізацію двох галерей для постійних виставок «Світ у русі» та «Людина й довкілля».
- Грудень 2007 — висновок тендерного контракту на розробку і реалізацію постійної експозиції «Коріння цивілізації».
- Липень 2008 — підписання договору про будівництво будівлі Центру науки «Коперник».
- Жовтень 2008 — укладення контракту на розробку і реалізацію частини постійної експозиції «Зона світла».
- Листопад 2008 — укладення контракту на розробку і реалізацію постійної експозиції «Молодіжна галерея».
- Листопад 2010 — здача першого модуля будівлі та відкриття більшої частини постійних експозицій для публіки.
- Грудень 2010 — відкриття «Театру робототехніки».
- Січень 2011 — затвердження назви планетарію «Небо Коперника» та його логотипу.
- Березня 2011 — відкриття молодіжної галереї «RE: покоління».
- Червень 2011 — відкриття планетарію «Небо Коперника».
- Липень 2011 — відкриття технопарку.
- Жовтень 2011 — відкриття хімічної лабораторії.
- Листопад 2011 — відкриття біологічної лабораторії.
- Грудень 2011 — відкриття семінару з робототехніки та фізичної лабораторії.

## Будівництво
Будівля Центру науки «Коперник» була зведена на березі річки Вісла в самому центрі Варшави. Проэкт був розроблений молодими польськими архітекторами фірми RAr-2 (Руда-Шльонська), з якими був укладений контракт після перемоги у конкурсі в грудні 2005 року.
У комплексі Центру містяться:
- двоповерхова будівля загальною площею 15000 квадратних метрів зі сталими і тимчасовими виставками, лабораторіями і майстернями, конференц-залом, кафе і ресторанами, а також офісними приміщеннями та садом на даху;
- підземні гараж і майстерня;
- мультимедійний планетарій і оглядовий майданчик;
- прилеглий парк «Діскавері» з експериментальною станцією під відкритим небом, художньою галереєю й амфітеатром.

## Стала експозиція
У квітні 2018 року було змінено концепцію виставок і відкрита нова версія експериментальної зони.  Це величезний відкритий простір, що займає більшу частину другого поверху Коперника, присвяченого людині і природі. Тут можна експериментувати з більш ніж 200 експонатами, які створюють 19 тематичних груп. Зона розділена на дві частини:

### Західна частина
В цій частині ви зможете побачити виставку портретів відомих людей, зроблених з рухомих бульбашок, наприклад: Елвіс Преслі або Мерілін Монро. Також можна створити свій власний портрет.  Є експонати, пов'язані з хвилями, струмом, рідинами або хаотичними явищами.  Ви можете піти на прогулянку з гіроскопом або побудувати магнітний міст.  Відвідувачі також можуть дові́датися, за що Ейнштейн отримав Нобелівську премію та побачити космічні промені.
Тематичні групи цієї виставки: Електрика і магнетизм.  Хвилі і вібрації, Гіроскопи і момент інерції, Рідини, Прямі машини, Космос, Хаотичні явища.

### Східна частина
Ця частина фокусується на людині та усьому, що оточує її, й функціонує навколо неї.
У східній ви можете перевірити, як ваші почуття і навички дозволяють досліджувати, інтерпретувати і описувати світ і перевіряти можливості власного тіла (чутливість до світла, сприйняття кольору або ілюзії).  Частини експозиції займають експонати, що ілюструють біологічні процеси, що відбуваються в природі.  Можна побачити фотосинтез власними очима, подивитися на колонії зростаючих грибів. Відвідувачі також ознайомляться з явищами світла, з'ясовують, яка природая кольорів та «розвивають веселку».
Тематичні групи: зображення в оці, анатомія та фізіологія людини, можливості людини — перевірити себе, сприйняття, рух — зір, ілюзії, світло і кольори, світло і оптика, перспективи, симетрія, форми і структури.

### Buzzz!
Галерея призначена для дітей віком до 5 років і допомагає доступним способом вирішити питання, пов'язані з природою.

### RE: покоління
Ця галерея призначена для підлітків.  Багато з цих експонатів відносяться до психологічних і соціологічних явищ. Ви можете перевірити себе як спікера в парламенті або надіслати повідомлення на Піонер-10. Існує також диск, що генерує електроенергію.

### Роботизований театр
В цьому театрі грає RoboTheSpiana.  Ви також можете подивитися спектаклі: «Про князя-пароплава і принцесу Кристалі» на основі роботизованих книг Станіслава Лема і «Таємниця порожнього кабінету, чи духів четвертого виміру», заснованого на романі Едвіна Аботта «Рівнина: романтика багатьох вимірів».  Робототехнічні голоси озвучувалися видатними польськими акторами, в тому числі Віктором Зборовський, Маріан Опанія та Пьотрем Фрончевський.
На головному вході цього театру є інтерактивний RoboTheSpian.  Він може, крім усього іншого, використовувати цитати з відомих польських та іноземних фільмів, наприклад: Miś, Rejs, Star wars або Szklana trap.

### Театр високої напруги
Відвідувач, замкнутий у клітці Фарадея, може побачити виступи, головним героєм яких є електричний струм.

### Майстерня
Майстерня — це місце, де кожен відвідувач, незалежно від віку, знань і навичок, самостійно бере на себе інженерні, наукові та логічні виклики, маючи у своєму розпорядженні щоденні предмети — соломку, папір, скріпки, кульки, гумки.  Ні точних інструкцій, ні рейтингів, ні обмежень за часом.

### Семінари
Семінари відбуваються на виставковому просторі.  У невимушеній обстановці і невеликій групі людей ви можете виконувати різні завдання самостійно.  Міні-семінари займаються різними темами, від відбитків пальців до 3D-окулярів і вогню.

## Тимчасові виставки
Виклик собі!  (14 березня 2019 — 26 квітня 2020 р.)
Виставка йде від Швейцарського наукового центру Technorama.  Експонати стосуються вимірювання людського тіла (висота, рефлекси, гучність звуку тощо).  У відкритті виставки взяли участь спортсмени Томаш Маєвський та Моніка Пирек.
Повітря — більше, ніж нічого (15 грудня 2017 р. — 24 лютого, 2019 р.)
На цій виставці було представлено 45 інтерактивних експонатів, які допомогли виявити і оцінити властивості повітря.  Включені експонати та стенди на виставці:Магдебурзькі півкулі, Велосипед з пропелером, Фонтани зі скла, Літаючий килим, Шнур в повітряному потоці, Вакуумна гармата, Пневматичний пост.  Після закриття виставки експонати залишилися в цьому музеї.

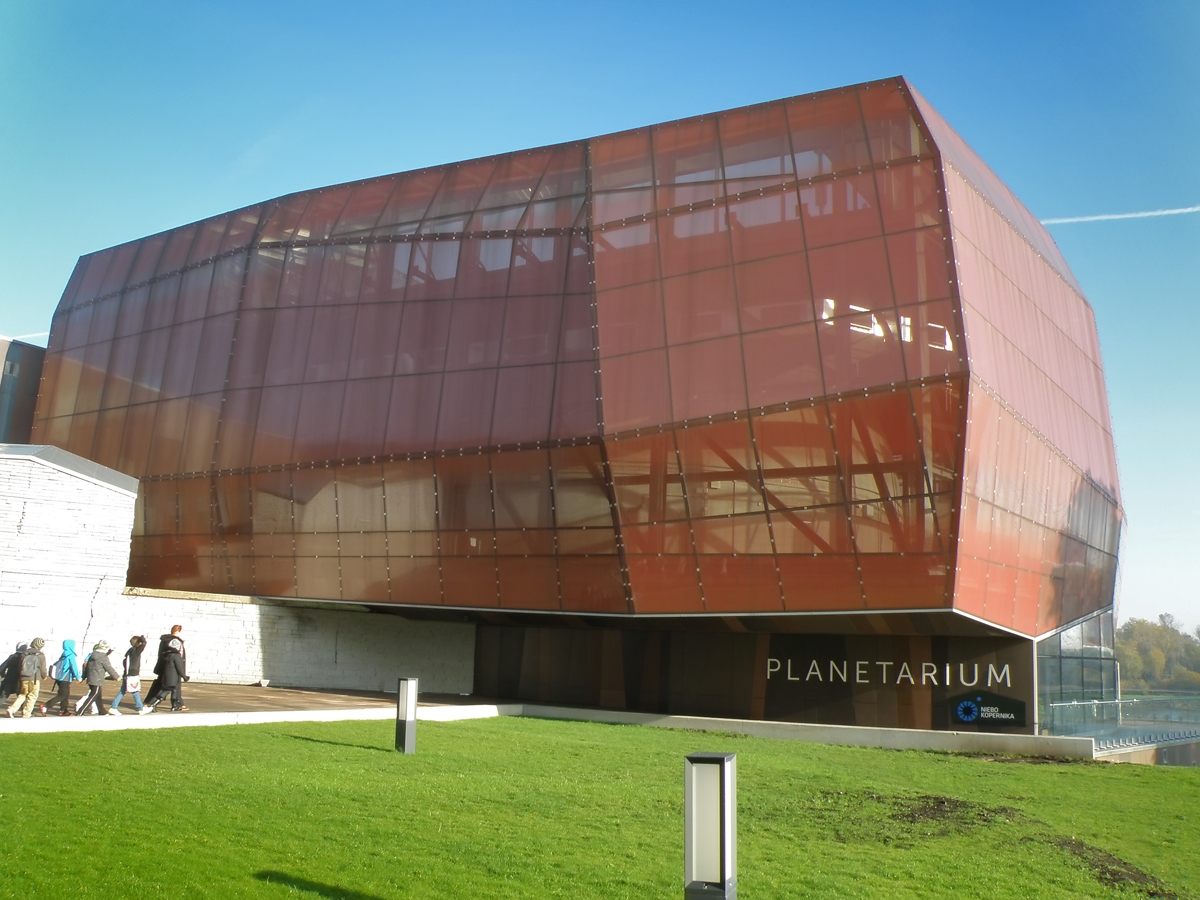
Будівля планетарію

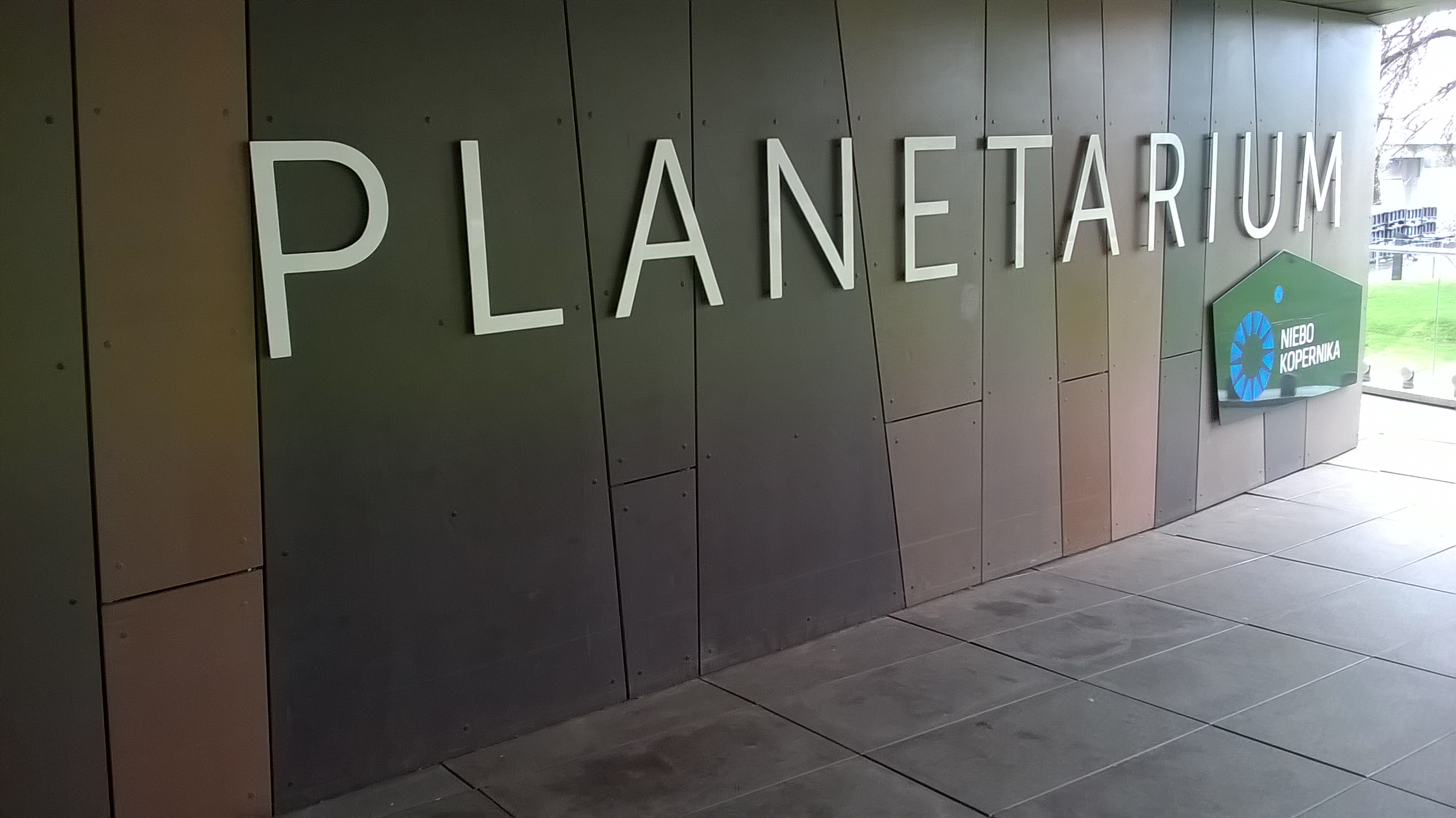
Вивіска біля входу в планетарій

Інші тимчасові виставки
- Плавати чи померти.
- Громадяни в медицині
- Дзеркала.
- Мікросвіт.
- Всесвіт і частинки.
- Запах — невидимий код.

## Планетарій «Небо Коперника»
«Небо Коперника» це сучасний планетарій, де можна побачити більше, ніж тільки образи зоряного неба і пов'язані з ними фільми. Шоу стосуються безлічі популярних наукових проблем, зокрема з галузі астрономії, природничих науках та етнографії.
Шоу відображаються на сферичних екранах, які оточують глядача з усіх сторін. Завдяки цьому, у глядачів виникає відчуття повного занурення в зображений світ, який супроводжується системою високо якісним звуком навколо купола.

## Виставки і заходи Центру
Експеримент! це перша виставка, яка була організована науковим центром Коперник. Її прем'єрна поява відбулась на Варшавському Науковому Пікніку в червні 2006 року, де були присутні більше 10000 відвідувачів за один день. З вересня 2006 року вона подорожує по великих і малих містах, щоб дати жителям можливість випробувати практичні експерименти за власним бажанням.
Науковий центр Коперника також організовує сімейні майстерні, де діти (5-8 років) разом зі своїми батьками можуть проводити експерименти, щоб краще зрозуміти повсякденні явища (наприклад, де береться струм в електромережі або чому тісто на дріжджах піднімається). Діти можуть легко повторити самі досліди в домашніх умовах.

## Форма організації
Науковий центр Коперника є культурним закладом, який створений і фінансується за рахунок міста Варшави, міністром науки та вищої освіти та міністром національної освіти.